# خیابان ارگ (نیشابور)
خیابان اَرگ یا اَرک (Arg-Ark) که به محله عراقی‌ها نیز شهرت دارد یکی از خیابانهای اصلی شهر نیشابور است که به دو بخش شمالی و جنوبی تقسیم می‌شود. علت نام گذاری ارگ، وجود ارگ قدیمیِ نیشابور در محدودهٔ این خیابان بود که آخرین بازمانده‌ها از این بنا در حدود سال ۱۳۶۰ خورشیدی تخریب شد و شهرت محله عراقی‌ها به دلیل سکونت معاودان عراقی در سال ۱۳۶۰ و سکونت اهالی عراق مهاجر به نیشابور (پس از جنگ عراق)در سال‌های اخیر در این منطقه‌است.

## آثار فرهنگی و گردشگری
هتل ارم نیشابور، مسجد ارگ و مسجد حسینی در این خیابان قرار دارد.

## نام رسمی
نام رسمی این خیابان «سید جمال الدین اسدآبادی» که بین اهالی مرسوم نیست.
خیابان ارگ از جنوب به بلوار طالقانی و از شمال به بلوار بعثت منتهی می‌شود.